# Вибухогідравлічна відбійка
Вибухогідравлічна відбійка (рос. взрывогидравлическая отбойка, англ. hydraulic blasting, нім. Tränkungsschießen) — руйнування гідромоніторними струменями води привибійної частини масиву, попередньо ослабленого вибухом. Застосовується при розробці вугілля міцністю f > 2 і відбійці вугілля в коротких вибоях при безлюдному вийманні з гідротранспортом. У процесі вибухових робіт при В.в. частина масиву відбивається, а частина послаблюється великою кількістю тріщин. Заряди ВР висаджують в довгих (глибоких) свердловинах (найбільш ефективний і безпечний спосіб) або в шпурах довжина до 3 м і від 3 до 6 м.